# Rolf-Hans Müller
Rolf-Hans Müller (* 10. April 1928 in Dresden; † 26. Dezember 1990 in Baden-Baden) war ein deutscher Orchesterleiter und Komponist.

## Leben
Rolf-Hans Müller besuchte in seinem Geburtsort die Kreuzschule und war Sänger im Dresdner Kreuzchor. Nach dem Krieg studierte er an der Musikhochschule in Heidelberg und war seit 1949 beim Südwestfunk in Baden-Baden als Pianist, Komponist und Arrangeur tätig.
1959, nach dem Weggang von Eddie Sauter in die USA, übertrug man ihm die Gründung und Leitung eines Orchesters, des SWF-Tanzorchesters, das er bis 1979 leitete. Er unternahm mit dem Orchester diverse Tourneen nach Asien und Amerika. Müller wirkte in zahlreichen Fernsehsendungen mit, so u. a. auch in der ersten Farbfernsehsendung der ARD (26. August 1967), dem Gala-Abend der Schallplatte (Conference: Vivi Bach und Dietmar Schönherr), von der 25. Deutschen Funkausstellung Berlin 1967, wo er für die gesamte musikalische Leitung verantwortlich zeichnete. Nach dem Tod Franz Grothes 1982 übernahm Rolf-Hans Müller auch die musikalische Leitung der Fernsehsendung Zum Blauen Bock bis zu deren Einstellung. Er vertonte die Texte, die Heinz Schenk für den Vortrag in der Sendung schrieb. Im Hörfunk war er als Leiter des SWF-Tanzorchesters in der Sendereihe Allein gegen alle von Hans Rosenthal mehrmals zu Gast.
Müller komponierte Musik zu Filmen und Fernsehserien wie Der Forellenhof, Salto Mortale, Die Powenzbande sowie für die Krimiserie Tatort und trat mit der Band im Fernsehen auf. Zudem produzierte er Schallplatten mit Tanzmusik und Jazz, unter anderem mit dem Stratosphären-Trompeter Maynard Ferguson, den er mit seinem Orchester begleitete.

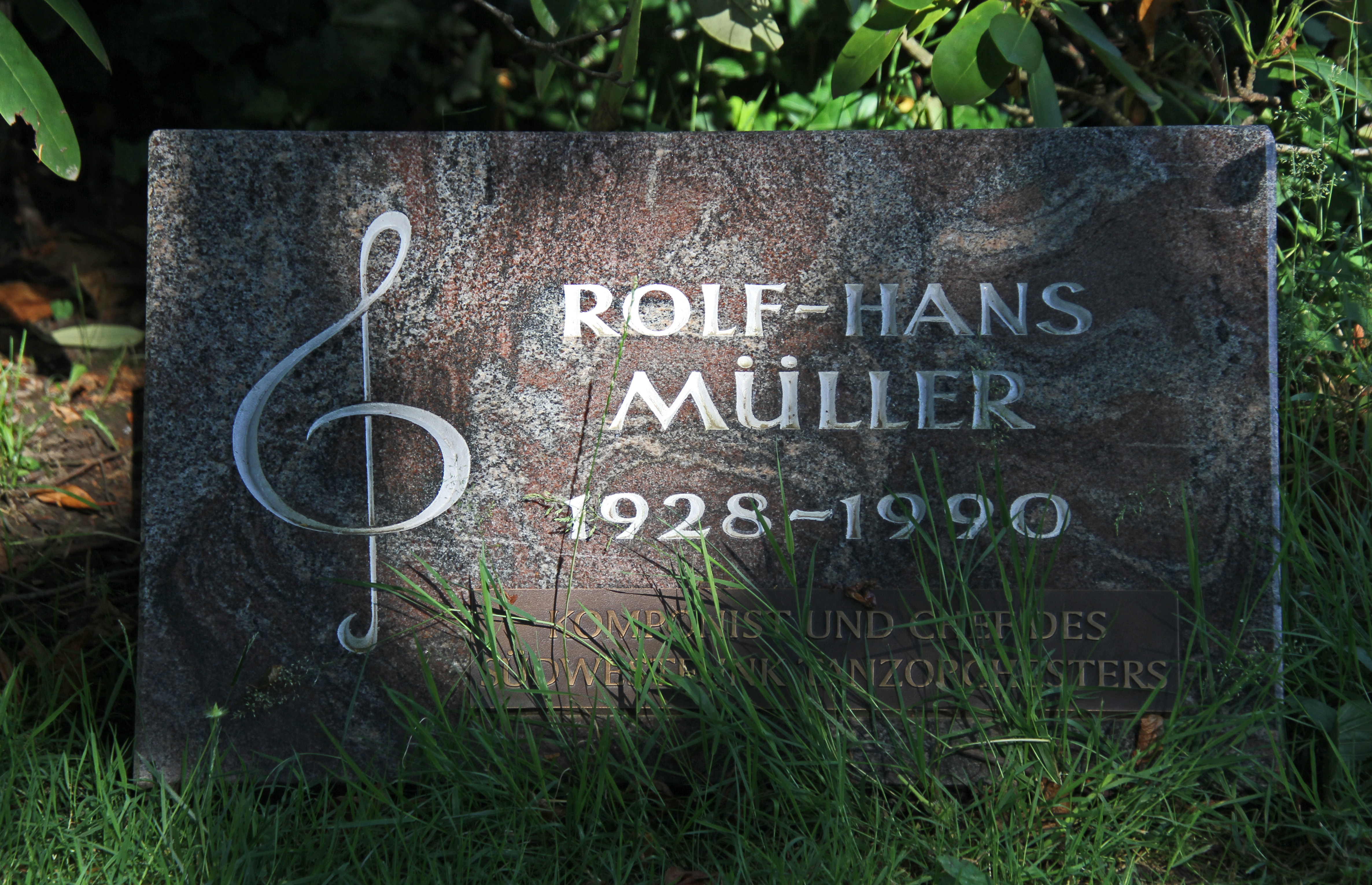
Grab auf dem Hauptfriedhof Baden-Baden

Rolf-Hans Müller starb im Alter von 62 Jahren und wurde auf dem Hauptfriedhof Baden-Baden beigesetzt. Er war verheiratet mit Ritha Müller-Davar. Seine Ehefrau stammte gebürtig aus Indien und war von Beruf u. a. eine studierte Volkswirtin. Der Südwestrundfunk vergibt seit 1992 alle zwei Jahre den Rolf-Hans Müller Preis für Filmmusik an junge Komponisten.

## Filmografie
- 1957: Mrs. Cheneys Ende
- 1960: Sie können’s mir glauben
- 1960: Terror in der Waage
- 1962–1963: Alle meine Tiere (Serie)
- 1964: Die letzte Folge (Fernsehfilm)
- 1965: Der Forellenhof (Serie)
- 1969: Husch, husch ins Körbchen
- 1971: Zu dumm zum …
- 1969–1971: Salto Mortale (Serie)
- 1972: Tatort – Wenn Steine sprechen
- 1973: Die Powenzbande (Mehrteiler)
- 1973: Der Fluch der schwarzen Schwestern
- 1973: Tatort – Cherchez la femme oder Die Geister vom Mummelsee
- 1974: Tatort – Playback oder die Show geht weiter
- 1975: Tatort – Tod eines Einbrechers
- 1977–1979: Auf Los geht’s los (Show)
- 1981–1985: Goldene Zeiten – Bittere Zeiten (Mehrteiler)
- 1987: Moselbrück (Serie)

## Hörspiele (Auswahl)
- 1980 und 1982: Rolf und Alexandra Becker: Die Experten. Ein Kriminalfall wie manch anderer (8 Folgen) – Regie: Walter Netzsch (Original-Hörspiel, Kriminalhörspiel – BR)

- Lok 1414 geht auf Urlaub

## Lexikalische Einträge
- Müller, Rolf-Hans. In: Carl Dahlhaus (Hrsg.): Riemann Musiklexikon. 12., völlig neubearbeitete Auflage. Personenteil: L–Z, Ergänzungsband. Schott, Mainz 1975, S. 240.
- Jürgen Wölfer: Jazz in Deutschland. Das Lexikon. Alle Musiker und Plattenfirmen von 1920 bis heute. Hannibal, Höfen 2008, ISBN 978-3-85445-274-4.